# Gustav Friedrich Hartlaub
Gustav Friedrich Hartlaub (Brema, 12 marzo 1884 – Heidelberg, 30 aprile 1963) è stato uno storico dell'arte tedesco.

## Biografia
Laureato in filosofia all'Università di Heidelberg, Gustav Friedrich Hartlaub fu assistente alla Kunsthalle di Brema di Gustav Pauli e poi, dal 1913, di Fritz Wichert nella Kunsthalle di Mannheim, della quale divenne direttore nel 1923. Promosse l'arte contemporanea e in particolare l'Espressionismo, valorizzando artisti come Franz Xaver Fuhr.
Con la celebre mostra da lui organizzata e inaugurata a Mannheim il 14 giugno 1925, Hartlaub coniò il termine di «Neue Sachlichkeit» (Nuova Oggettività). La mostra, che si tenne anche in Sassonia e in Turingia, presentò 124 opere di artisti rappresentanti le varie tendenze neo-oggettive, dal neoclassicismo al realismo magico e al verismo, ed ottenne un grande successo. Nelle sue parole, l'obiettivo della Neue Sachlichkeit è «superare le meschinità estetiche della forma attraverso una nuova oggettività nata dal rifiuto della società borghese dello sfruttamento».
Fu licenziato il 20 marzo 1933 a seguito della politica culturale perseguita dal regime nazista. Nel 1946 divenne professore a Heidelberg. Gustav Friedrich Hartlaub è il padre degli scrittori Felix (1913-1945) e Geno Hartlaub (1915–2007).

## Scritti
- Balladen und Lieder, München-Schwabing, Bonsels, 1905
- Grossherzogliche Gemälde-Galerie im Augusteum su Oldenburg, Oldenburg, Carl G. Oncken, 1906-1912
- Matteo da Siena und seine Zeit, Strasbourg, Heitz, 1910
- Kunst und Religion: ein Versuch über die Möglichkeit neuer religiöser Kunst, Leipzig, Kurt Wolff, 1919
- Die neue deutsche Graphik, Berlin, E. Reiss, 1920
- Vincent van Gogh, Leipzig, Klinkhardt & Biermann, 1922
- Der Genius im Kinde, Breslau, F. Hirt, 1922
- Gustave Doré, Leipzig, Klinkhardt & Biermann, 1923
- Giorgiones Geheimnis. Ein kunstgeschichtlicher Beitrag zur Mystik der Renaissance, München, Allgemeine Verlags-Anstalt, 1925
- Paradiesgärtlein von einem oberrheinischen Meister um 1410, Berlin, Gebr. Mann, 1947
- Die grossen englischen Maler der Blütezeit 1730-1840, München, Münchner Verlag, 1948
- Zauber des Spiegels. Geschichte und Bedeutung des Spiegels in der Kunst, München, R. Piper, 1951
- Die Impressionisten in Frankreich, Wiesbaden, Emil Vollmer, 1955
- (con Felix Weissenfeld) Gestalt und Gestaltung. Das Kunstwerk als Selbstdarstellung des Künstlers, Krefeld, Agis, 1958
- Der Stein der Weisen. Wesen und Bildwelt der Alchemie, München, Prestel, 1959